# BE BLUES!〜青になれ〜
『BE BLUES!〜青になれ〜』（ビーブルーズ!〜あおになれ〜）は、田中モトユキによる日本のサッカー漫画。『週刊少年サンデー』（小学館）にて、2011年9号から2022年46号まで連載された。バレーボールや野球を題材とした作品で連載経験のある田中モトユキによる本格サッカー漫画。天才と呼ばれたサッカー少年がアクシデントにより手足と腰椎の骨折という重傷を負い競技生活はもとより普通の生活を送ることも疑問視される中で、困難な状況を乗り越えてサッカー選手として復活する姿が描かれている。物語は少年サッカーから始まり高校サッカーが舞台となるが、作品を始める上で埼玉県の西武台高等学校をはじめ高校サッカーの現場を取材した。
単行本の帯には2巻では川澄奈穂美、3巻と26巻では原口元気、4巻では香川真司、5巻では槙野智章、6巻では扇原貴宏、8巻では永井謙佑、10巻では高橋秀人、11巻では岡崎慎司、16巻では山口螢、23巻では高橋秀人と森重真人、29巻では井手口陽介からの推薦文が寄せられた。また、2011年11月22日からはジョン・カビラのナレーションによるテレビCMが放送された。
2015年に第60回（平成26年度）小学館漫画賞少年向け部門を受賞、2018年にはみんなが選ぶTSUTAYAコミック大賞2018スポーツ漫画部門3位にランクインするなど各所で評価されている。

## ストーリー
小学編
将来のサッカー日本代表入りを夢見る小学生の一条龍はサッカーノートに書いた将来の夢を実現させる第一歩として全日本少年サッカー大会での優勝を目指し幼馴染で双子の青梅優人と優希らとサッカーに熱中している。龍は大浦SCのエースとして埼玉県予選に出場すると、FC加賀谷の桜庭巧実や、麻倉キッカーズの渡辺健太（ナベケン）といった同年代のライバルの挑戦を退けて優勝を果たし、Jリーグクラブのユースチームのスカウトから注目を集める。その帰り道、龍は交通事故に巻き込まれそうになった優人を庇おうとした勢いで道路脇の階段から転落し、選手として致命的な重傷を負う。
中学編
それから2年後、リハビリを乗り越えた龍は地元の大浦東中学校のサッカー部に入部。当初はブランクの影響もあり完全復活は果たせずにいたが、1試合をこなすだけの体力やボールタッチの感覚を徐々に取り戻し、チームメイトの宮崎隼斗や諸星美起也らとの信頼が芽生えていく。中学3年生の夏となり高校の進学先を考える時期となった矢先、龍の父親がインドネシアに転勤することになり、母親から同行するように求められる。サッカーノートに記した将来の夢への決意が揺れ動き、一旦はインドネシア行きを決める龍だったが、このことを知った優人やチームメイトの宮崎隼斗たちは「龍の存在をサッカー関係者が知れば、両親もインドネシア行きを考え直す」と結束し、中学生最後の大会である高円宮杯への出場に挑む。大浦東イレブンは県大会出場を果たすと1回戦はナベケンを擁する麻倉キッカーズとの対戦となり、強豪の麻倉を相手に大浦東が健闘するもののPK戦の末に敗れる。その帰り道、龍は母親に「これから必要なことは日本でサッカーに打ち込むことであり、インドネシアに向かうことではない」という旨を伝える。
高校編
龍は両親と離れ青梅家に居候しながら、優人や優希と共に埼玉県の強豪校・武蒼高等学校へ通学することになる。小学生時代からのライバルのナベケンや桜庭といった同級生や、U-17日本代表の橘怜音らとチームメイトとなり、アンナの祖父であるミルコ・コヴァッチとの邂逅で身につけたサッカースタイルを武器に高校サッカーの舞台へと挑む。夏合宿の厳しいフィジカルトレーニングを乗り越えた龍・優人・桜庭は同級生の矢沢や2年生の水島らと共にB〜Dチームの選抜メンバーに選ばれ、怜音やナベケンらを擁するAチームとの紅白戦に挑む。試合は一進一退の攻防が続くが決着がつかず1-1の引き分けで終わるが、選抜メンバーの多くはAチームへ昇格を果たす。
プリンスリーグで好成績を収めるなどチームは順調に仕上がり、 高校選手権予選に向けて手ごたえを感じていた矢先、監督の黒部が学校を去ることになる。新監督としてコヴァッチが就任し、新体制の下でさまざまな混乱が起こるが、部員たちは新たな自信を身に付け高校選手権予選に挑む。予選を順当に勝ち上がり、全国まであと一勝に迫った武蒼イレブンは決勝戦で宿敵・聖和台高校との対戦を迎える。

## 登場人物
声はテレビCMの声優。

### 主要人物
一条 龍（いちじょう りゅう）
声 - 阿部敦
この物語の主人公。ポジションはフォワード、ミッドフィールダー。
所属クラブ : 大浦SC - 大浦東中学校 - 武蒼高等学校
サッカーノートに「少年サッカーで全国優勝、Jrユース、ユースを経てJリーガーになり、18歳で日本代表になる」と将来の夢を描く少年で、どんな計画もキッチリやり遂げるタイプ。サッカー選手としての潜在能力は高く、自らの突破だけでなく試合展開に応じてシンプルなプレーに徹し、周囲の動きを引き出す臨機応変さを持つ。
小学校時代はサイドからの高速カットインだけでなく 意外性のあるプレーを得意とし、6年時の全少埼玉県予選で活躍したことから注目を集め、浦和レッドダイヤモンズJrユースからスカウトを受けた。しかし、全国大会出場を決めた後の帰り道で自動車に撥ねられそうになった優人を庇おうとしたために階段から転落し、片手片足開放骨折、腰椎圧迫骨折という瀕死の重傷を負い、長いリハビリ生活に入った。
事故から2年が経過し選手としての復帰を果たしたものの、長いブランクの影響もあり身体動作や柔軟なボールタッチの感覚を取り戻すことはできなかったが、卓越した個人能力が戻らない可能性を受け入れ、オフザボールの動きの質などの状況判断能力、やプレースキックの精度を高めることに意識を変えると、中学3年夏の高円宮杯予選のころまでには復調を果たし往時を彷彿とさせるプレーを見せた。両親のインドネシアへの引越しの際には同行を求められてインドネシアのFIFAランキングの低さと、リハビリを支えた両親への恩義との間に揺れ動いた。
部活引退から高校進学までのブランク期間は宮崎の仲介でフットサルチームに加わっていたが、その際にアンナの祖父のコヴァッチからサッカーの本質を伝えられる。それまで高い能力を持つが故に同等の技量を持つチームメイトとプレーした経験が少なく、チームの勝敗まで全て責任を負おうとしていたが、コヴァッチとの交流を通じて「サッカーとはシンプルなものだ」とのサッカー観に影響を受けることになる。
高校編では一般入試で県内の武蒼高校へ進学し、入部早々にAチーム入りをした。一方、同校が志向する堅守速攻型のサッカーではなくコヴァッチとの邂逅で身につけた「強く早いパス回しによるサッカー」を志向し実践するあまりに周囲から身勝手と見做されるが、本人は「ユースも高校も関係ない。目指すのは最高のサッカー」「自分が王様になりたいのではなく王様の必要のないサッカーを目指したい」と発言している。
環境や状況に左右されない強靭なメンタルの持ち主であるが、その一方で極度の味オンチで料理をごちゃ混ぜ食いしたり、流行語に疎い、女性の気持ちに鈍感、など自分の興味がないことに関しては無頓着な一面もある。また、事故の際の精神的な影響で手摺のない階段を降りることができない。物語終盤で大怪我をする前のプレー感覚を完全に取り戻し、2年時の高校選手権後に高校を中退し渡独。
青梅 優人（おうめ ゆうと）
ポジションはディフェンダー（右サイドバック、センターバック）またはミッドフィールダー（ボランチ）。
所属クラブ : 大浦SC - 大浦東中学校 - 武蒼高等学校
龍の幼なじみで優希の双子の兄。控えめな性格で謙虚だが、龍からは「ああ見えて度胸はある」と評されている。小学校時代に龍が自分を庇おうとしたために重傷を負ったことにショックを受けるが、彼から励まされてサッカーを続けることを決意。朝10km、夕方10kmのマラソンを欠かさず続けている。右サイドからの突破と正確なクロス、試合終盤に入っても途切れない豊富な運動量で攻守に渡ってチームを支え、龍の練習相手を長く務めていることで彼の意図する「強く早いパス回しによるサッカー」にも対応することができる。高校編では武蒼のDチームに甘んじていたがFチームでのプレーを観戦した3年生の友坂からは能力を評価されており、謹慎明けにはCチームへ昇格。夏合宿ではインターバル走などのメニューでトップクラスの成績を残し、B〜Dチームの選抜メンバーに抜擢される。Aチームとの紅白戦ではコヴァッチによってボランチへとコンバートされ、龍との練習で培われた足元の正確な技術と、並み外れた運動量を武器に中盤を支える。また、冬の選手権埼玉県予選決勝では、準決勝で二枚のイエローカードをもらって次戦欠場を余儀なくされたジョージの代役でセンターバックとして出場。クラスメイトの江藤のことが気になっている。3年時は主将を務める。
青梅 優希（おうめ ゆき）
所属クラブ : 大浦SC - 無所属（大浦東中学校） - 武蒼高等学校
龍の幼なじみで、優人の双子の妹。優人とは正反対に気が強く、頑張り屋。小学校時代は龍や優人と共に大浦SCに所属していたが、中学校進学後は龍のリハビリのためにスポーツを辞め、部活には所属していない。龍が重傷を負った後はリハビリに付き添ったり、病院で知り合ったアンナのことも、当初は毛嫌いながらも、何だかんだで気にかけるなどして面倒見は良い。周囲も気になるほどの巨乳の持ち主。高校編ではサッカー部のマネージャーを務めているが、龍が青梅家に同居していることは秘密にしている。進学先として武蒼を選んだ理由を「龍や優人と一緒にいたいから」としていたがマネージャーを務めるうちにサッカー部全体の力になりたい、との気持ちを強める。龍のリハビリ中に彼の担当医師から怪我の予防、応急処置のためのテーピングの技術を習っており、アンナからは「メディカル向き」と評されている。その一方で桜庭とは小学校時代から犬猿の仲だが、夏合宿のB〜Dチームによる紅白戦で監督を務めた際にはコヴァッチの提案もあり彼を起用している。物語終盤で理学療法の道に進みたい旨を優人に打ち明けた。
滝沢 アンナ（たきざわ アンナ）
コヴァッチの孫娘でフィギュアスケート選手。
ジュニアフィギュアスケート界のホープだが実力よりルックス先行ともいわれている。十字靭帯を損傷したためリハビリ生活に入り、将来を悲観したびたびリハビリをさぼっていたが、龍の姿に触発されてリハビリに取り組むようになる。その後は優希と意気投合して大浦東中の応援に頻繁に駆けつけており、コヴァッチのセルビア語の通訳を務めることもある。高校編でも武蒼の練習グラウンドに駆けつけるなど、龍へ好意を寄せているが全く気付いてもらえない。
ミルコ・コヴァッチ
アンナの祖父。かつてのユーゴスラビア連邦出身のサッカー指導者であり元同国代表監督。選手時代にはスペインをはじめヨーロッパ各国のリーグでプレーした経験があり、これまでの仕事を通じてセルビア語のほか英語、ドイツ語、スペイン語、フランス語、イタリア語を話すことができる。
龍の小学生時代のプレーをペレやミシェル・プラティニに準え高く評価、彼の中学時代にアンナを介して関わりを持つようになり、「サッカーの本質」を伝えることでサッカー観に影響を与えることになる。桜庭についても「龍とは違った意味で王になれる器」と評しており、彼らや通訳の江藤を介して武蒼サッカー部とも関わっていく。家庭の事情によりサッカー部監督を退いた黒部先生の後を継ぎ、攻めのチームを作っていく。選手の適性を見極めアドバイスを送る一方で選手のプレーを引き出すために自主性に委ねる度量もあり、時には策士としての一面を見せることもある。連載終盤で全盛期のプレーを取り戻した龍の更なるステップアップを促し、決断を後押しした。孫娘のアンナが龍に好意を抱くことに内心穏やかではない。
江藤 藍子（えとう あいこ）
高校生編以降からのヒロイン。龍や優人らのクラスメイトで1年生。髪型はポニーテール。本気で英語を話せるようになろうと独力で勉強を続けており日常会話程度の語学力を身に付けている。やや感情表現に乏しい面がありクラスメイトに対して素っ気ない態度をとっている。サッカーには興味がなかったが、街中で偶然に出会ったコヴァッチの通訳を務めることになり関わりを持つことになる。当初はサッカーの知識がないため周囲から誤訳を指摘されると赤面する一幕もあったが、気になるポイントは小まめにメモを付けるようにしているなど、龍やコヴァッチとの出会いで大きくサッカーに影響を受けた人物でもある。実家は和菓子店を経営している。

### 小学編および中学編

#### 大浦東中学校
宮崎 隼斗（みやざき はやと）
ポジションはミッドフィールダー。
所属クラブ : 大浦東中学校 - 市立大浦高等学校
龍や優人とは同級生で大浦東中では10番を付けトップ下のポジションを務める。龍の入部に対し初めは敵愾心を抱くが、小学時代の彼のプレーを観戦した経験がありプレースタイルに憧れており、試合を積み重ねるうちに考えを改め真剣に練習に取り組むようになる。一見すると明るくにぎやかな性格だが、スタメンから外れ落ち込む部員を励ましたり、龍のために全国大会を目指そうと部員の気持ちを結束させるなど、気配りのできる側面もある。高校受験の際には武蒼にも合格していたが、真面目に練習に取り組めば高校の3年間で確実に公式戦に出場できる学校を希望して市立大浦へ進学した。5歳上の兄がいる。
諸星 美起也（もろぼし みきや）
ポジションはミッドフィールダー。
所属クラブ : 南川中FC - 大浦東中学校
龍や優人の2学年下。高いパスセンスを生かして攻撃を組み立てるが、勝負のかかった局面に弱くJrユースのセレクションで落選して大浦東中サッカー部に入部した。入部当初は自分のプレー以外のことに関心がなく協調性に欠ける面もあり部内では生意気と見做されていた。本人は、「Jrユースに落ちた時点で天狗になる訳がない」としつつも、相手選手やミスをした味方を侮る姿勢を見せていたが、桜木第二中戦での敗戦と優人から龍の抱える事情を知らされたことを契機に周囲と打ち解けるようになる。高校編ではFチームと練習試合を行った際に身長が伸びたことの影響でプレーのバランスを崩す場面も見られたが、龍と優人に「2年後には必ず武蒼へ進学する」と誓った。
太田（おおた）
ポジションはフォワード。
所属クラブ : 大浦東中学校 - 市立大浦高等学校
龍や優人とは同級生。諸星の入部によりスタメンから外れ気持ちが折れかけたが宮崎の励ましにより繋ぎ留めると、3年生最後の試合となった麻倉キッカーズ戦では諸星との交代で出場すると献身的なプレーで同点に追いつくきっかけを作った。中学卒業後は宮崎や千原と共に市立大浦へ進学した。
千原（ちはら）
ポジションはディフェンダー。
所属クラブ : 大浦東中学校 - 市立大浦高等学校
龍や優人とは同級生で温和な性格。大浦東中のキャプテンを務めているが積極的に場を仕切る傾向がある宮崎の陰に隠れがちとなっている。中学卒業後は宮崎や太田と共に市立大浦へ進学した。

#### 浦和レッドダイヤモンズJrユース
久世 立彦（くぜ たつひこ）
ポジションはフォワード。
所属クラブ : 大浦SC - 浦和レッズJrユース
旧姓 : 城（じょう）。龍や優人や優希たちとは大浦SC時代のチームメイトで、当時はキャプテンを務めトレセンに選ばれた。龍を欠いたこともあり全日本少年サッカー大会ではグループリーグで敗退したが、その時のプレーが認められて浦和のJrユースに勧誘されて入団した。中学年代に入ると実力を伸ばし、浦和だけでなくU-15日本代表でもエースストライカーを務めている。
桜庭 巧美（さくらば たくみ）
ポジションはフォワード。
所属クラブ : FC加賀谷 - 浦和レッズJrユース - 武蒼高等学校
高いドリブルテクニックを持つことへの絶対的自信から常に単独突破を試みるタイプの選手で、一旦ボールを足元に収めると多彩なボールタッチで相手をかわしていく。一方で相手のマークを外したりスペースへ走りこむなど、ボールを保持していない時の動きは少ない。性格は尊大かつ傲慢で「オレ様を尊敬しろ」と公言してはばからない。
小学生時代には龍、立彦、ナベケンと同様にトレセンに選ばれており、当時から龍のことをライバル視していた。Jリーグクラブのスカウトから関心を集め浦和のJrユースに入団したが、中学編ではチーム内で苦境に立たされていることが示唆されていた。その際、チームメイトの立彦との間で軋轢が生じトラウマとなっているのか定かではないが、彼の名前に対して過敏に反応する場面も見られる。
浦和ユースへの昇格はならず武蒼高校へ進学すると部内での信頼を得るために性格を抑えて社交的に振る舞っていたが、プリンスリーグの赤城中央戦ではマッチアップした藤原乃亜の執拗なマークに遭ううちに感情を抑えきれず苛立ちを見せるなど、生来の性格に変化がないことを露見した。赤城中央戦後はあえて性格を抑えるような素振りはなく勝手気ままに振る舞っているが、夏合宿の際に2年生の水島から性格を看破されると動揺する場面も見られた。一方、お爺ちゃん子でもあり祖父が生前に飼っていたガリンシャという名の犬の面倒を欠かさず見ている。また、Fチームに加入していた際にコヴァッチと関わりを持つことになったが、彼の言葉は聞き入れている。

#### 麻倉キッカーズ
渡辺 健太（わたなべ けんた）
ポジションはゴールキーパー。
所属クラブ : 麻倉キッカーズ - 麻倉キッカーズ（Jrユース） - 武蒼高等学校
身体能力と反応速度に優れたキーパーで、気さくな性格と前向きさでチームを後押しする。キーパーとしての反応の鋭さだけでなくロングフィードの精度も高く、攻撃の起点ともなる。通称ナベケン。
小学校卒業時には大宮アルディージャから勧誘を受けていたが、「選手として最も伸びる年代の時にJリーグの強豪クラブへ入るよりも、試合で多くのピンチを防いだ方が良い」と宣言してチームに残留した。中学年代では埼玉県選抜の不動のGKと呼ばれているが、小学生のころから龍とはトレセンを通じて旧知の間柄で、互いをライバルとして認め合っている。
武蒼高校へ進学すると龍や桜庭と同様にAチーム入りしたものの正ゴールキーパーの座を得るまでには至らなかったが、インターハイ予選準決勝前にレギュラーの久米が骨折したことによりレギュラーの座を獲得。Aチームのみが参加する菅平での夏合宿では、クラブチーム時代には経験のない厳しさに耐えきれず弱音を吐いたため先輩の竜崎や島津から叱咤されたが、その悔しさをバネに脱落することなく乗り越えた。
永野 修（ながの しゅう）
ポジションはミッドフィールダー（ボランチ）。
所属クラブ : 麻倉キッカーズ - 麻倉キッカーズ（Jrユース）
視野の広さと精度の高いキックが特徴の選手。ボランチとして相手の攻撃の芽を摘み、中盤の底から試合を組み立て攻撃の起点となるが、積極的に前線へと飛び出しミドルシュートを狙うこともできる。小学生のころは控えで無名の存在だったが中学年代から頭角を現し、ナベケンと共に麻倉キッカーズを県内屈指の強豪へと引き上げた。

#### 新田中学校
田村 圭（たむら けい）
ポジションはディフェンダー（センターバック）。
所属クラブ : FC加賀谷 - 新田中学校 - 大浦南高等学校
強豪チームの新田中の守備ラインを統率するスイーパー型の選手。小学校時代の龍との対戦時には完敗を喫したが、中学校での再戦時には菊田との連携と的確なカバーリングで彼の動きを封じた。
菊田 省吾（きくた しょうご）
ポジションはディフェンダー（センターバック）、ミッドフィールダー（ボランチ）。
所属クラブ : 新田中学校 - 大浦南高等学校
新田中では田村とコンビを組むストッパー型の選手。190cm近い長身 と身体能力を生かし空中戦に自信を持っているが、プレーに淡白な面もあるほか試合中に集中を切らす傾向がある。高校は大浦南に進学すると、伊狩監督の下で厳しいトレーニングに耐え、プレーにも安定感が出るようになりレギュラーに抜擢された。

#### その他
龍の父（りゅうのちち）
共働きの夫婦。自身がインドネシアへ転勤することが決まった際には龍に同行することを求めたが、最終的には彼の意思を尊重し 青梅家に預けた。
一条 麻里（いちじょう まり）
龍の母親。重症を負った龍の将来を心配しつつも「高校までは一緒に暮らそう」とインドネシアへの同行を求めるなどサッカーに対して特別に理解を示す場面は少なかったが、彼が競技を通じて得難い経験を積んでいることを知り 青梅家に預けてインドネシアへ移住した。
青梅家（おうめけ）
夫婦そろってサッカー好きで、優人と優希の小学時代から頻繁に試合観戦に訪れている。龍とは幼少のころから家族同然に接しており高校編では青梅家に居候させている。
曲戸（まがりと）
桜木第二中学校のサッカー部監督。規律を重んじ統率のとれた組織サッカーを志向しており、部員に対してハードなフィジカルトレーニングを課している。
名橋（なはし）
ポジションはフォワード。
所属クラブ : 磐倉中学校 - 大浦南高等学校
3トップを採用する磐倉中の左ウイング。俊足を生かしたドリブル突破と正確なクロスが特徴で、大浦東中との対戦時にはマッチアップした優人を再三に渡って翻弄した。試合後には優人の粘り強い守備力を認め「同じ高校に進学しないか」と勧誘した。

### 高校編

#### 武蒼高等学校

##### サッカー部
一条 龍（いちじょう りゅう）
サッカー部の1年生。背番号24。
詳細は#主要人物を参照。
青梅 優人（おうめ ゆうと）
サッカー部の1年生。
詳細は#主要人物を参照。
青梅 優希（おうめ ゆき）
サッカー部のマネージャーで1年生。
詳細は#主要人物を参照。
渡辺 健太（わたなべ けんた）
サッカー部の1年生。背番号22。
詳細は#麻倉キッカーズを参照。
桜庭 巧美（さくらば たくみ）
サッカー部の1年生。背番号21。
詳細は#浦和レッドダイヤモンズJrユースを参照。
橘 怜音（たちばな れのん）
ポジションはディフェンダー。背番号5。
サッカー部の2年生。通称「レノン」。武蒼高校の不動の右サイドバックであり、武蒼高校の守備陣を形成するフェイマスビッグ4（名高き4巨人）の一人。守備時の対敵動作 や攻撃参加時の判断力やパス精度に優れ、同校からただ一人、U-17日本代表に選出されている。冷静沈着で、龍が目指すサッカースタイルを逸早く理解し順応してみせたが、試合の流れの中で併せることはあっても、武蒼の志向する堅守速攻のスタイルに反してまで積極的に協力する気はないとの立場を採っている。その一方で、彼がサッカー部のスタイルそのものを変えさせる程の価値を示すことが出来るのであれば話は別だと焚き付けるような発言をしている。中学時代までは攻撃的ポジションの選手だったが、1年の夏に監督の黒部からのアドバイスもありサイドバックへ転向し、夏合宿を経て急成長をした。龍がいないときは、主にレノンがフリーキッカーを務める。名前の由来はジョン・レノンから。
竜崎 誠（りゅうざき まこと）
ポジションはフォワード。背番号14。
サッカー部の3年生。通称「マコ」。龍らが入部する以前に、推薦やセレクション以外の一般入試から入部した部員の中でAチーム昇格を果たした唯一の選手で、2年時の夏合宿の際に頭角を現した。前向きかつ実直な性格で、190cmの長身と 屈強な体躯を生かした前線でのポストプレーとヘディングを持ち味としているが、足元の技術については荒さを見せることもある。
島津 譲二（しまづ じょうじ）
ポジションはディフェンダー。背番号2。
サッカー部の3年生。通称「ジョージ」。武蒼高校の守備陣を形成するフェイマスビッグ4の一人で、全国レベルのセンターバック。身体能力を生かした守備だけでなく、前線へロングボールを供給するなど攻撃の起点ともなる。パーマのかかった髪型が特徴で、感情を表に出しお調子者のように振る舞っているが、高校最後の選手権出場に賭ける意思は強い。名前の由来はジョージ・ハリスンから。
星 倫吾（ほし りんご）
ポジションはディフェンダー。背番号3。
サッカー部のキャプテンで3年生。通称「リンゴ」。武蒼高校の守備陣を形成するフェイマスビッグ4の一人で、島津と共にセンターバックを務める。積極的に前線へと押し上げる島津とは対照的に、冷静な読みと的確な判断に基づくカバーリングで最終ラインを束ねる。坊主頭と糸目の外見が特徴。名前の由来はリンゴ・スターから。
山下 弘（やました ひろし）
ポジションはディフェンダー。背番号4。
サッカー部の2年生。武蒼高校の守備陣を形成するフェイマスビッグ4の一人で左サイドバックを務める。右の怜音ほどの攻撃参加は少ないが、小学校以来のチームメイトである3年生の友坂が出場する際には、積極的なオーバーラップを試みるなど彼に対しては信頼を寄せている。あだ名は「ポール」で、由来はポール・マッカートニーから。
友坂 亮太（ともさか りょうた）
ポジションはミッドフィールダー。背番号10。
サッカー部の3年生。武蒼高校の10番を背負い左サイドハーフを務める中心選手の一人。選手としては自ら突破を図ることは少ないがボールキープの能力が高く、複数の相手選手からプレッシングを受けても平然とブロックし、往なすことで局面を打開していく。コヴァッチからは相手のプレッシングを無効化することから「プレスブレイカー」と評されている。右足小指の骨折のため夏のインターハイ予選まではリハビリ組に所属していたが、夏合宿ではAチームに復帰している。思慮深く落ち着きのある性格であり、作中では試合の解説役を演じることがある。2年生の山下とは小学校以来のチームメイトでもある。
小田 純一（おだ じゅんいち）
ポジションはフォワード。背番号11。
サッカー部の3年生。通称「小田ちゃん」。竜崎とツートップを組む選手で、彼が楔となって落としたボールに反応してスピードを生かして突破を図るセカンドストライカータイプの選手。プリンスリーグの赤城中央戦で負傷したため友坂と共にリハビリ組に所属していたが、夏のインターハイ予選では復帰を果たしている。浩二という歳の離れた弟がいる。
久米 豊（くめ ゆたか）
ポジションはゴールキーパー。背番号1。
サッカー部の3年生。武蒼高校の正ゴールキーパーを務める。新1年生でポジションの重なるナベケンと比べて上背はないものの、キーパーに必要なものは体格よりも経験だとアピールする。インターハイ予選準決勝前に自転車との接触事故で手首を骨折しレギュラーの座を譲るも、その悔しさをバネにリハビリ期間中に体幹を鍛えまくっており、ムキムキな肉体をアピールしている。
水島 恒明（みずしま つねあき）
ポジションはミッドフィールダー（ボランチ）。
サッカー部の2年生でBチームに所属する。通称「コーメイ」。どこか冷やかに状況の推移を観察したり相手の傾向を分析する理知的な人物だが、相手を認めて気遣いの言葉をかけることもある。選手としてはパサータイプで、刻々と移り変わる試合展開を見極め中距離、短距離のパスを操り中盤でタメを作る。また、密集したスペースでもボールを奪われない球際の強さや、守備意識も併せ持つ。一方、マネージャーの窪塚に対しては焦りの表情を浮かべつつ突っ込みを入れている。日常生活では眼鏡をかけ、部活時にはコンタクトレンズを付けている。
矢沢 和成（やざわ かずなり）
ポジションはミッドフィールダー（左サイドハーフ）。
サッカー部の1年生でBチームに所属する。中学時代は神奈川県の横浜F・マリノスJrユースに所属していたが、ユースへの昇格は成らず武蒼高校に進学した。勝ち気な性格で一般組の龍に対して入部当初から対抗心を見せているが、その一方で彼の要求するパスの正確性と速さには対応することができる。2年生の水島からは「一見すると腹黒そうだが、根っこの部分は単純」と評されている。選手としてはアタッカータイプで、縦への鋭い突破、相手の内側へ急激に切れ込むカットインを得意としている。聖和台高等学校の保志とは小学校時代の同級生で、当時は東京都稲城市に住んでいた。
前田 順（まえだ じゅん）
サッカー部の1年生でDチームに所属する。テクニックも体力も中途半端と称して引け目を感じ、部活の引退時までにDチームから抜け出せればよいと考えている自嘲気味な人物。夏合宿の際に桜庭と行動を共にする機会があったが、彼からは雑魚組扱いを受けている。
黒部 大作（くろべ だいさく）
元サッカー部監督。数年前に武蒼を率いて高校選手権でベスト4に導いた実績があるが、ここ数年は県予選を突破できずにいた。厳しさの中に優しさもあり、部員からは慕われていた。戦力も充実し全国大会出場に向けて手ごたえを感じていた矢先、親の介護のため学校を去り郷里の長野県に戻ることを決意。後任としてコヴァッチを推挙した。
石峰（いしみね）
サッカー部のコーチ。温和な調整型の人物だが夏合宿の際にはB〜Dチームの部員に対して「マガト階段」と呼ばれる段差のある階段を使ったフィジカルトレーニングを課した。
佐藤 加奈子（さとう かなこ）
サッカー部のマネージャーで3年生。ウェーブのかかった髪型が特徴。姉御肌の性格で、マネージャーとして入部を希望をする優希に「マネージャー業務はいわゆる『押しかけ』な以上、足を引っ張るような部内恋愛はもってのほか」と釘を刺した。3年生部員の多くが夏を境に引退したが、進路も決まらないまま高校選手権出場を目指す部員を一番近くで応援しようとマネージャーを続けている。
窪塚 陽子（くぼづか ようこ）
サッカー部のマネージャーで2年生。通称「窪ちん」。眼鏡をかけ、髪型はロングヘアを後ろで束ねている。一見すると冷静沈着そうだが、感情の起伏の激しい性格。カウンターサッカーをこよなく愛する戦術マニアで、「相手の攻撃に耐えて耐えて抑圧を一気に開放するのがカタルシス」「ゴール前は固めてナンボ」などの価値観を持ち、時折エキセントリックな側面を垣間見せる。夏合宿のB〜Dチームによる紅白戦ではコヴァッチの提案により監督を務めたが、その頑なな指揮官ぶりで通訳の江藤や部員たちを閉口させた。一方、同級生の水島からは「ある意味で監督向き」と評されている。
冨田 まり（とみた まり）
サッカー部のマネージャーで2年生。髪型はツインテール。同級生の窪塚と行動を共にすることが多く、彼女の突っ込み役を担っている。一方で、先輩の加奈子には頭が上がらない様子。
明神 さつき（みょうじん さつき）
サッカー部のマネージャーで2年生。髪型はセミショートでヘアピンをしている。

##### Fチーム
九重 譲（ここのえ ゆずる）
元サッカー部員で3年生。ポジションはフォワード。
元々はサッカー部のAチームに所属するエース候補だったが、右膝の怪我と同じポジションを務める竜崎の台頭が原因で退部し、同好会的なFチームに所属している。斜に構えた性格で、謹慎期間中にFチームに加わった龍や優人に対して怪訝な態度をとるが、彼らやコヴァッチとの交流を通じて自身が理想とするサッカーに近づけたと実感する。その後、黒部からFチームの面々と共に再入部の勧誘を受けるが「その資格があるのは頑張り続ける覚悟のある者だけ」として辞退した。
小塚（こづか）
元サッカー部員でFチームに所属する3年生。謹慎期間中の龍や優人をチームに勧誘したものの、自由気ままなプレーを望む自分達との姿勢の違いから彼らと距離を置こうとするが、やがてそのペースに乗せられて市立大浦との練習試合に挑むことになる。
元木（もとき）
元サッカー部員でFチームに所属する2年生。やや鼻っ柱の強い性格で、謹慎期間中に加入していた桜庭とポジショニングを巡って掴み合いになる場面も見られた。

#### 赤城中央高等学校
藤原 乃亜（ふじわら のあ）
同校の2年生でポジションはミッドフィールダー。背番号8。
坊主頭の外見、ボランチとしての展開力と高い身体能力が特徴で、武蒼高校の橘怜音と同様にU-17日本代表に選出されている。完全に抜き去られた相手に容易く追いつくスピード、ターゲットと定めた相手を執拗に捕捉することを可能とするスタミナと心肺機能、相手を挑発し反則を誘発させる狡賢さを併せ持つ。「出る杭はブッ潰す」を信条としており、怜音からは「身体能力は国外の選手と比べても遜色なく、味方になれば心強いが、敵に回せば鬱陶しい相手」と評されている。選手としての高い能力の反面「チャラチャラした」言動が特徴で、坊主頭にする以前にはモヒカン刈りにしていたこともある。
曽我 達流（そが たつる）
ポジションはフォワード。背番号10。
接触プレーは苦手だが、高いトラップの技術とトリッキーな動きを生かして得点機に絡む。乃亜とは対照的にクールな性格で人の汗が苦手。常に長袖のアンダーウェアを着用している。
湯幡（ゆばた）
赤城中央の監督。元武蒼高校監督の黒部とは大学時代の同級生。乃亜の素行には手を焼いている様子だが、一方で実力は認めている。

#### 楠総学院高等学校
我妻 勢士郎（わがつま せいしろう）
ポジションはフォワード。背番号9。
縦へのスピードと大きなボディフェイクを生かしたドリブルで相手を翻弄する左利きのストライカー。
宮迫 翔太（みやさこ しょうた）
ポジションはフォワード。背番号11。
我妻とは対照的に個人で突破する技術はないが、ポジショニングや相手DFの視野から「消える」動きが上手い選手。
政岡 雫（まさおか しずく）
ポジションはディフェンダー。背番号6。
楠総のセンターバックを務める中心選手。フィジカルの強さに加え、足下の技術やビルドアップ能力に定評がある。

#### 聖和台高等学校
小早川 忍（こばやかわ しのぶ）
ポジションはミッドフィールダー。背番号10。
サッカー部の3年生。中盤の中央やや下がり目にポジションを採りつつ、機を見て前線へと進出し効果的なパスを展開する。味方からの信頼度も高く彼がボールを保持すると一斉に攻撃へと転じるが、武蒼の友坂からは「臨機応変の判断が抜群に上手く、嫌らしい」と評されている。フリーキックの名手であり前年度の高校選手権ではベスト16で敗れたものの3試合連続で直接フリーキックを決めている。高校卒業後の進路について数校の大学から誘いを受けているが本人はプロ志望で、最後の高校選手権出場に賭けている。薫という双子の姉がいる。
保志 光一（ほし こういち）
ポジションはフォワード。背番号26。
サッカー部の1年生。足元のテクニックも高くなくスピードもないが、豊富な運動量を生かして前線からチェイシングを行い、得点機にはこぼれ球に素早く反応し得点を決める。中学時代までは無名の存在だったが聖和台では1年夏のインターハイ予選までに出場機会を得ると、インターハイでは得点王となっている。武蒼の矢沢とは小学校時代の同級生で彼からは「ポチ」と呼ばれている。
真鍋 潤（まなべ じゅん）
ポジションはミッドフィールダー。背番号23。
サッカー部の1年生。桜庭や立彦とは浦和レッズJrユース時代のチームメイト。桜庭とは何らかの因縁があり、高校選手権予選決勝の武蒼戦には期するものがある様子。
黒田（くろだ）
ポジションはディフェンダー（センターバック）。背番号4。
サッカー部の3年生。高校選手権予選決勝の武蒼戦では庄野とのコンビで桜庭の動きを封じようとするが、相手の技巧の前に翻弄され、次第に精神のバランスを乱していく。
庄野（しょうの）
ポジションはディフェンダー（センターバック）。背番号3。
サッカー部の3年生。高校選手権予選決勝の武蒼戦では、黒田とのコンビで相手攻撃陣を封じようとする。
舘（たち）
サッカー部監督。高校選手権予選決勝の武蒼戦では相手のポゼッション対策としてハイプレス、ショートカウンターで挑む。また、スーパーサブ的に起用される桜庭の対策して1年の真鍋を用意していたが、コヴァッチに裏をかかれる。

#### 市立大浦高等学校
宮崎 隼斗（みやざき はやと）、太田（おおた）、千原（ちはら）
サッカー部の1年生でCチームに所属。
詳細は#大浦東中学校を参照。

#### 大浦南高等学校
伊狩（いかり）
サッカー部の監督。古豪の大浦南を率いて30年になるベテラン指導者で、規律には厳しい。
加藤（かとう）
ポジションはディフェンダー。背番号4。
大浦南のキャプテン。武蒼の星とは古くからの知り合いで、中学時代に対戦経験がある。選手権予選準決勝の武蒼戦では、劣勢な試合展開ながらチームを牽引し続けた。
高木（たかぎ）
ポジションはゴールキーパー。背番号1。
選手権予選準決勝の武蒼戦では、たびたびファインセーブを見せた。
田村 圭（たむら けい）
サッカー部の1年生。
詳細は#新田中学校を参照。
菊田 省吾（きくた しょうご）
サッカー部の1年生。背番号22。
詳細は#新田中学校を参照。
名橋（なはし）
サッカー部の1年生。
詳細は#その他を参照。
福岡南
風間恭介

## 用語
全日本少年サッカー大会
小学生年代（第4種）の大会。47都道府県の代表に前回優勝チームを輩出した都道府県の1チームを加えた48チームで争われる。これまで11人制の大会として実施されてきたが、2011年の第35回大会から8人制へと移行 されており、作品内でも8人制の大会として描かれている。
ゴールデンエイジ
スポーツ競技の技術習得に最も適した9歳から12歳ごろまでの年代を指す言葉。この年代の子供の体組織では、脳、脊髄、視覚器などの神経系が発育発達し、完成の域に達するが、大脳の運動神経系が最も発達する。このことは物事を即時に把握し実践する「即時の習得」が可能なことを意味し、この年代の間に様々な基礎動作を習得することが、選手として将来的に成功する上で重要となる。さらにゴールデンエイジの間に習得した技術を、成長していく体に順応させていく年代については「ポストゴールデンエイジ」と呼ばれている。一方、発育成長には個人差があり、13歳から15歳ごろまでの年代は「ゴールデンエイジ」と「ポストゴールデンエイジ」の者が混在した時期でもある。
全国中学校サッカー大会
中学生年代（第3種）の大会。各地域毎の予選を勝ち抜いた31チーム（内訳は北海道2、東北3、関東7、北信越2、東海3、近畿5、中国2、四国2、九州5）に開催都道府県の1チームを加えた32チームで争われる。この大会の競技規則では選手交代については、事前に登録した選手の中で自由な交代が認められており、一度退いた選手でもサッカー競技規則第3条に則り手続きを踏めば再び出場することが出来る。なお、この大会の予選にあたる埼玉県学徒総合体育大会や関東中学校サッカー大会でも同じ規則が適用されている。
高円宮杯全日本ユース(U-15)サッカー選手権大会
中学生年代（第3種）の大会。中学校のサッカー部やクラブチームといった第3種年代に加盟する全てのチームに参加資格が与えられ、都道府県予選および各地域予選を勝ち上がった32チームにより争われる。龍たちがいる埼玉県の場合、埼玉県予選を勝ち上がった4チームに関東大会への出場権が与えられる。関東大会は各予選を勝ち抜いたチームに関東ユース (U-15)サッカーリーグ1部と同2部の参加チームが加わるが、関東リーグ1部の上位3チームに関しては自動的に本大会への出場権が与えられるため、それ以外の48チームにより残り3つの出場権をかけて争われる。
高円宮杯U-18サッカーリーグ プリンスリーグ
武蒼高校が参加している高校生年代（第2種）の大会。詳細は上記記事を参照。
武蒼高等学校
埼玉県屈指のサッカー強豪校。ここ数年、高校選手権への出場は逃しているものの、高校生年代（第2種）に登録されたすべてのチームが参加する高円宮杯U-18サッカーリーグではプリンスリーグに所属している。推薦・セレクション組、一般組を含めて100人を超える部員を有しAからD、リハビリ中の部員を対象としたEまでのチーム分けが行われているが、実力第一主義であり一般組からも人材を抜擢する傾向がある。堅い守備からボール奪取後の速攻、サイド攻撃から前線の長身選手に合わせる「堅守速攻」のスタイルを志向している。
Fチーム
サッカー部の練習についていくことが出来ず退部した元部員がサッカーを気ままに楽しむことを目的に結成した同好会。「F」 とは英語で「失敗する」「落第する」を意味する「Fail」の意。
市立大浦高等学校
埼玉県内の中堅校。高円宮杯U-18サッカーリーグでは埼玉県リーグ2部 (S2) に所属している。サッカー部はAからCまでのチーム分けが行われているが、年功序列主義であり実質的に1年から3年までの各学年ごとのチーム分けとなっている。
聖和台高等学校
埼玉県内の強豪校で、前年度の高校選手権代表校。フリーキックの名手である小早川らを擁し、彼を中心とした4-3-3フォーメーションを採用している。龍らの1年時には高校総体予選準決勝、プリンスリーグ、高校選手権予選決勝と3度にわたり武蒼高校と対戦し、その前に立ちはだかった。

## 書誌情報
- 田中モトユキ 『BE BLUES!〜青になれ〜』小学館〈少年サンデーコミックス〉、全49巻
  1. 2011年6月17日発売[小 1]、ISBN 978-4-09-123005-8
  2. 2011年9月16日発売[小 2]、 ISBN 978-4-09-123248-9
  3. 2011年11月18日発売[小 3]、ISBN 978-4-09-123370-7
  4. 2012年2月17日発売[小 4]、ISBN 978-4-09-123545-9
  5. 2012年5月18日発売[小 5]、ISBN 978-4-09-123658-6
  6. 2012年7月18日発売[小 6]、ISBN 978-4-09-123773-6
  7. 2012年10月18日発売[小 7]、ISBN 978-4-09-123895-5
  8. 2012年12月18日発売[小 8]、ISBN 978-4-09-124038-5
  9. 2013年3月18日発売[小 9]、ISBN 978-4-09-124199-3
  10. 2013年6月18日発売[小 10]、ISBN 978-4-09-124317-1
  11. 2013年9月18日発売[小 11]、ISBN 978-4-09-124380-5
  12. 2013年11月18日発売[小 12]、ISBN 978-4-09-124492-5
  13. 2014年2月18日発売[小 13]、ISBN 978-4-09-124560-1
  14. 2014年5月16日発売[小 14]、ISBN 978-4-09-124641-7
  15. 2014年6月18日発売[小 15]、ISBN 978-4-09-124739-1
  16. 2014年9月18日発売[小 16] ISBN 978-4-09-125100-8
  17. 2014年12月18日発売[小 17]、ISBN 978-4-09-125395-8
  18. 2015年3月18日発売[小 18]、ISBN 978-4-09-125630-0
  19. 2015年5月18日発売[小 19]、ISBN 978-4-09-125834-2
  20. 2015年8月18日発売[小 20]、ISBN 978-4-09-126205-9
  21. 2015年11月18日発売[小 21]、ISBN 978-4-09-126491-6
  22. 2016年2月18日発売[小 22]、ISBN 978-4-09-126779-5
  23. 2016年5月18日発売[小 23] ISBN 978-4-09-127138-9
  24. 2016年8月18日発売[小 24]、ISBN 978-4-09-127327-7
  25. 2016年11月18日発売[小 25]、ISBN 978-4-09-127416-8
  26. 2017年2月17日発売[小 26]、ISBN 978-4-09-127500-4
  27. 2017年5月18日発売[小 27]、ISBN 978-4-09-127569-1
  28. 2017年8月18日発売[小 28]、ISBN 978-4-09-127678-0
  29. 2017年11月17日発売[小 29]、ISBN 978-4-09-127869-2
  30. 2018年2月16日発売[小 30]、ISBN 978-4-09-128084-8
  31. 2018年5月18日発売[小 31]、ISBN 978-4-09-128248-4
  32. 2018年8月17日発売[小 32]、ISBN 978-4-09-128350-4
  33. 2018年11月16日発売[小 33]、ISBN 978-4-09-128576-8
  34. 2019年2月18日発売[小 34]、ISBN 978-4-09-128878-3
  35. 2019年5月17日発売[小 35]、ISBN 978-4-09-129150-9
  36. 2019年8月16日発売[小 36]、ISBN 978-4-09-129319-0
  37. 2019年11月18日発売[小 37]、ISBN 978-4-09-129444-9
  38. 2020年2月18日発売[小 38]、ISBN 978-4-09-129559-0
  39. 2020年5月18日発売[小 39]、ISBN 978-4-09-850076-5
  40. 2020年7月17日発売[小 40]、ISBN 978-4-09-850160-1
  41. 2020年9月18日発売[小 41]、ISBN 978-4-09-850175-5
  42. 2021年1月18日発売[小 42]、ISBN 978-4-09-850381-0
  43. 2021年4月16日発売[小 43]、ISBN 978-4-09-850516-6
  44. 2021年7月16日発売[小 44]、ISBN 978-4-09-850632-3
  45. 2021年10月18日発売[小 45]、ISBN 978-4-09-850721-4
  46. 2022年1月18日発売[小 46]、ISBN 978-4-09-850862-4
  47. 2022年4月18日発売[小 47]、ISBN 978-4-09-851060-3
  48. 2022年8月18日発売[小 48]、ISBN 978-4-09-851186-0
  49. 2022年11月18日発売[小 49]、ISBN 978-4-09-851391-8

#### 小学館コミック
1. ↑  “『BE BLUES!〜青になれ〜 1』”. 2013年9月21日閲覧。
2. ↑  “『BE BLUES!〜青になれ〜 2』”. 2013年9月21日閲覧。
3. ↑  “『BE BLUES!〜青になれ〜 3』”. 2013年9月21日閲覧。
4. ↑  “『BE BLUES!〜青になれ〜 4』”. 2013年9月21日閲覧。
5. ↑  “『BE BLUES!〜青になれ〜 5』”. 2013年9月21日閲覧。
6. ↑  “『BE BLUES!〜青になれ〜 6』”. 2013年9月21日閲覧。
7. ↑  “『BE BLUES!〜青になれ〜 7』”. 2013年9月21日閲覧。
8. ↑  “『BE BLUES!〜青になれ〜 8』”. 2013年9月21日閲覧。
9. ↑  “『BE BLUES!〜青になれ〜 9』”. 2013年9月21日閲覧。
10. ↑  “『BE BLUES!〜青になれ〜 10』”. 2013年9月21日閲覧。
11. ↑  “『BE BLUES!〜青になれ〜 11』”. 2013年9月21日閲覧。
12. ↑  “『BE BLUES!〜青になれ〜 12』”. 2013年11月23日閲覧。
13. ↑  “『BE BLUES!〜青になれ〜 13』”. 2014年2月18日閲覧。
14. ↑  “『BE BLUES!〜青になれ〜 14』”. 2014年5月17日閲覧。
15. ↑  “『BE BLUES!〜青になれ〜 15』”. 2014年6月18日閲覧。
16. ↑  “『BE BLUES!〜青になれ〜 16』”. 2014年9月20日閲覧。
17. ↑  “『BE BLUES!〜青になれ〜 17』”. 2014年12月20日閲覧。
18. ↑  “『BE BLUES!〜青になれ〜 18』”. 2015年3月21日閲覧。
19. ↑  “『BE BLUES!〜青になれ〜 19』”. 2015年8月19日閲覧。
20. ↑  “『BE BLUES!〜青になれ〜 20』”. 2015年8月19日閲覧。
21. ↑  “『BE BLUES!〜青になれ〜 21』”. 2015年11月18日閲覧。
22. ↑  “『BE BLUES!〜青になれ〜 22』”. 2016年2月18日閲覧。
23. ↑  “『BE BLUES!〜青になれ〜 23』”. 2016年5月18日閲覧。
24. ↑  “『BE BLUES!〜青になれ〜 24』”. 2016年8月18日閲覧。
25. ↑  “『BE BLUES!〜青になれ〜 25』”. 2016年11月18日閲覧。
26. ↑  “『BE BLUES!〜青になれ〜 26』”. 2017年2月17日閲覧。
27. ↑  “『BE BLUES!〜青になれ〜 27』”. 2017年5月18日閲覧。
28. ↑  “『BE BLUES!〜青になれ〜 28』”. 2017年8月18日閲覧。
29. ↑  “『BE BLUES!〜青になれ〜 29』”. 2017年11月17日閲覧。
30. ↑  “『BE BLUES!〜青になれ〜 30』”. 2018年2月16日閲覧。
31. ↑  “『BE BLUES!〜青になれ〜 31』”. 2018年5月18日閲覧。
32. ↑  “『BE BLUES!〜青になれ〜 32』”. 2018年8月18日閲覧。
33. ↑  “『BE BLUES!〜青になれ〜 33』”. 2018年11月17日閲覧。
34. ↑  “『BE BLUES!〜青になれ〜 34』”. 2019年2月18日閲覧。
35. ↑  “『BE BLUES!〜青になれ〜 35』”. 2019年5月18日閲覧。
36. ↑  “『BE BLUES!〜青になれ〜 36』”. 2019年8月18日閲覧。
37. ↑  “『BE BLUES!〜青になれ〜 37』”. 2020年2月14日閲覧。
38. ↑  “『BE BLUES!〜青になれ〜 38』”. 2020年2月26日閲覧。
39. ↑  “『BE BLUES!〜青になれ〜 39』”. 2020年5月18日閲覧。
40. ↑  “『BE BLUES!〜青になれ〜 40』”. 2020年7月19日閲覧。
41. ↑  “『BE BLUES!〜青になれ〜 41』”. 2020年9月18日閲覧。
42. ↑  “『BE BLUES!〜青になれ〜 42』”. 2021年1月18日閲覧。
43. ↑  “『BE BLUES!〜青になれ〜 43』”. 2021年4月16日閲覧。
44. ↑  “『BE BLUES!〜青になれ〜 44』”. 2021年7月16日閲覧。
45. ↑  “『BE BLUES!〜青になれ〜 45』”. 2021年10月18日閲覧。
46. ↑  “『BE BLUES!〜青になれ〜 46』”. 2022年1月18日閲覧。
47. ↑  “『BE BLUES!〜青になれ〜 47』”. 2022年4月18日閲覧。
48. ↑  “『BE BLUES!〜青になれ〜 48』”. 2022年4月18日閲覧。
49. ↑  “『BE BLUES!〜青になれ〜 49』”. 2022年11月18日閲覧。